# Laakirchen
Laakirchen é um município da Áustria localizado no distrito de Gmunden, no estado de Alta Áustria.